# Gymnosporia putterlickioides
Gymnosporia putterlickioides är en benvedsväxtart. Gymnosporia putterlickioides ingår i släktet Gymnosporia och familjen Celastraceae.

## Underarter
Arten delas in i följande underarter:
- G. p. euonymoides
- G. p. putterlickioides